# Dieffenbach-lès-Wœrth
Dieffenbach-lès-Wœrth é uma comuna francesa na região administrativa de Grande Leste, no departamento Baixo Reno. 